# かみのやま病院
かみのやま病院（かみのやまびょういん）は、山形県上山市にある医療機関。社会医療法人二本松会が運営。人間愛にもとづき個人を尊重する医療の実践を理念としている。

## 概要
1956年、山形脳病院（現山形さくら町病院）の分院という形で開院。

## 建物概要
- 敷地面積：33,401.31m2
- 建物面積：8,704.00m2
- 延床面積：16,918.20m2

## 沿革
- 1956年（昭和31年）9月17日 - 医療法人二本松会上山病院として開院。
- 2011年（平成23年）4月 - 社会医療法人認定。
- 2017年（平成29年）4月 - 名称がかみのやま病院に改称される。

## 診療科
- 精神科
- 心療内科
- 内科学

## アクセス
- バス
  - バス停北金谷から徒歩2分[4]。
- 電車
  - JR奥羽本線茂吉記念館前駅から徒歩10分[4]。

## 周辺
- 山形県立山形盲学校
- 須川
- 蔵王川
- 酢川
- リナワールド

## 関連施設
- デイケアむづれは
- 重度認知症患者デイケアセンター あららぎの里